# Rivière des Iroquois (rivière Richelieu)
Pour les articles homonymes, voir Iroquois (homonymie).
La rivière des Iroquois est un afflluent de la rivière Richelieu. Elle coule dans le secteur Saint-Luc, de la municipalité de Saint-Jean-sur-Richelieu, dans la municipalité régionale de comté (MRC) Le Haut-Richelieu, dans la région administrative de la Montérégie, dans la province de Québec, au Canada.

## Géographie
Les principaux bassins versants voisins de la rivière des Iroquois sont :
- côté nord : rivière l'Acadie ;
- côté est : rivière Richelieu ;
- côté sud : rivière Bernier, ruisseau Roman-Moreau ;
- côté ouest : rivière l'Acadie.

La rivière des Iroquois tire ses eaux de tête d'une zone agricole près de la jonction des rues Bernier et Savard, dans le secteur Saint-Luc, puis coule sur environ 8 km selon les segments suivant :
- vers le nord-ouest à la limite de la zone agricole, jusqu'à la route 104 reliant le secteur Saint-Luc à la ville de La Prairie ;
- vers le nord-est à la limite de la zone agricole en traversant le Club de golf des Légendes jusqu'à l'autoroute de la Vallée-des-Forts que la rivière traverse au sud du chemin Saint-André ;
- vers le sud-est en zigzaguant en zone agricole jusqu'à la confluence avec un petit ruisseau venant du nord ;
- vers le sud en traversant la route 223, jusqu'à sa confluence rive gauche avec le canal de Chambly, situé du côté ouest de la rivière Richelieu, en face de l'Île Sainte-Thérèse, à la limite nord de la zone urbaine de Saint-Jean-sur-Richelieu[2].

## Toponymie
Le toponyme « Rivière des Iroquois » a été officialisé le 11 février 1976 à la Banque des noms de lieux de la Commission de toponymie du Québec.